# کامینو گاریگو
کامینو گاریگو (انگلیسی: Camino Garrigó؛ ۱۸ مارس ۱۸۸۴ – ۲ ژانویه ۱۹۵۴) بازیگر اهل اسپانیا بود.
از فیلم‌ها یا برنامه‌های تلویزیونی که وی در آن نقش داشته‌است، می‌توان به خانه پوشالی، گردباد، وقتی فرشتگان می‌خوابند و ابله تمام‌عیار اشاره کرد.